# Talcher
Talcher é uma cidade e um município no distrito de Anugul, no estado indiano de Orissa.

## Geografia
Talcher está localizada a 20° 57′ N, 85° 13′ L. Tem uma altitude média de 78 metros (255 pés).

## Demografia
Segundo o censo de 2001, Talcher tinha uma população de 34,984 habitantes. Os indivíduos do sexo masculino constituem 55% da população e os do sexo feminino 45%. Talcher tem uma taxa de literacia de 72%, superior à média nacional de 59.5%: a literacia no sexo masculino é de 80% e no sexo feminino é de 62%. Em Talcher, 12% da população está abaixo dos 6 anos de idade.